# Catherine Bell
Catherine Lisa Bell (Londres, 14 de agosto de 1968) es una actriz anglo-estadounidense que protagonizó la exitosa serie JAG desde 1997 hasta 2005.

## Biografía
Es hija de padre escocés y madre iraní. Sus padres se divorciaron y ella se mudó a Los Ángeles, California cuando tenía 3 años. Obtuvo la nacionalidad norteamericana a los 12 años. Actuó en varios anuncios siendo niña. Asistió a la Universidad California, en Los Ángeles (UCLA) mostrando gran interés en llegar a ser bioingeniera o doctora pero lo dejó para ser modelo. Uno de sus primeros trabajos de modelo lo realizó en Japón.
Su primera aparición en una película fue como doble de cuerpo para Isabella Rossellini en Death Becomes Her de 1992. En 2003, Bell realizó un papel de reparto en la comedia Bruce Almighty, que protagonizaba Jim Carrey. Desde entonces hasta el 29 de abril de 2005, Bell interpretó a la teniente coronel del Cuerpo de los Marines Sarah MacKenzie en la serie de televisión JAG. Recientemente, fue coprotagonista en la miniserie El Triángulo de las Bermudas, junto a Sam Neill, Lou Diamond Philips y Eric Stoltz. Esta serie fue producida en 2006 por Brian Singer. Tras esto, actuó como protagonista en Small Still Voice. Aparece en la exitosa serie norteamericana Army Wives, en el papel de Denise Sherwood, y en el 2008 estrenó una nueva película para la TV: The Good Witch, la cual tiene seis temporadas.[cita requerida]
Habla con fluidez el persa y el inglés.[cita requerida]
Conoció a Adam Beason en 1992 y se casaron el 8 de mayo de 1994; tienen una hija, Gemma, que nació el 16 de abril de 2003.[cita requerida]
Bell ha superado una operación de cáncer de tiroides que le fue extirpado a los 20 años, de la que conserva una cicatriz en el cuello.[cita requerida]

## Cienciología
Bell ha estado afiliada a la cienciología/dianética desde 1990 y ha alcanzado lo que ella ha llamado un “Estado de Claridad”. Ha contribuido a la cienciología desde el Proyecto Hollywood de Educación y Literatura. En diciembre de 2005 ayudó a promover la gala de apertura del controvertido ”Museo de Psiquiatría: Una Industria de Muerte”, que publicitaba una teoría conspiratoria que conectaba a Adolf Hitler con la profesión psiquiátrica.[cita requerida]
En febrero de 2006, Bell apareció en un vídeo musical de la cienciología llamado “Unidos”. El reportero de Fox News Roger Friedman anunció que había recibido una copia por correo que le enviaron personalmente Tom Cruise y Katie Holmes, con un repertorio de máximas de la cienciología como “Nunca temas dañar a otro por una causa justa”. Friedman dijo del vídeo que Bell y otras celebridades como Jenna Elfman e Isaac Hayes aparecían “dando cabezadas y aplaudiendo en una especie de trance”.[cita requerida]

## Filmografía
- Hombres de acero- Cine 1994
- Friends- Serie 1995
- Bruce Almighty - Cine 2003
- Máxima  tensión - Cine 1999
- La ventana indiscreta - Cine 1998
- Trueno Negro - Cine 1998
- JAG 1996-2005
- Waking the Dead - serie 2003
- El triángulo de las bermudas - Miniserie 3 capítulos 2005
- El misterio de la dama gris - 2008
- El jardín de la dama gris - 2009
- La última superviviente - 2011

- Army Wives
- The good Witch's Gift  2010
- The Good Witch's Family  2011
- The Good Witch's Charm  2012
- The Good Witch's Destiny 2013
- The Good Witch's Wonder  2014
- The Do-Over Película 2016
- Good Witch  Serie TV 2017